# Махападжапати Готами
Махападжапати Готами (Пали), или Махапраджапати Гаутами (Санскрит) е приемна майка и същевременно леля от майчина страна на Буда Сидхарта Гаутама. Според будистката традиция тя е първата жена, пожелала да получи монашески обети. Тя ги получава директно от Буда и става будистка монахиня (бхикуни).

## Биография
Според традицията майката на Буда кралица Мая и Махападжапати Готами са принцеси от рода Колия и сестри на Супабуда. Махападжапати е едновременно леля от майчина страна и приемна майка на принц Сидхарта, която поема грижата за него след смъртта на неговата родна майка. Махападжапати доживява до 120 години възраст..
Историята за паринирваната на Махападжапати и нейните петстотин спътнички-бхикхуни е била особено популярна, широко били разпространени много нейни версии. Описано е в различни източници от стигнали до наше време традиции на Пали канона като Виная.
Изтъкнатата тхери (почетна титла за старши монах), Махападжапати е родена в провинция Девадаха на днешен Непал като по-малка сестра на Мая в семейството на крал Супабуда. Името на Махападжапати означава „водач на голяма общност“ заради предсказанието, получено при нейното раждане. Двете сестри биват съпруги на крал Шудходана, предводител на Шакя. Когато кралица Мая умира седем дни след раждането на Сидхарта, Махападжапати го кърми и обгрижва. Освен че го отгледала, тя има две свои деца – съответно полубрат и полусестра на Буда.

## Ръкополагането на първата жена
След смъртта на крал Шудходана Махападжапати решава да стане монахиня. Махападжапати отива при Буда и го моли да я ръкоположи в монашеската сангха. Буда отказва  и потегля за Вайшали. Непоколебима, тя отрязва косата си и надява жълта роба и последва Буда до Вайшали, придружена от множество жени от клана на Шакиите. При пристигането си тя повтаря молбата да бъде ръкоположена. Ананда, един от най-близките ученици и спътници на Буда, срещнал Паджапати и предложил да се застъпи за нейната молба пред Буда.

С почит той запитал Буда, „Господарю, жените способни ли са да постигнат различните етапи на реализация като монахини?“
„Способни са, Ананда“, отговорил Буда.
„Щом е така, господарю, не би ли било добре, ако жените биха могли да бъдат ръкоположени като монахини?“ запитал Ананда, окуражен от отговора на Буда.
„Ананда, ако Маха Паджапати Готами приеме осемте условия, то може да се смята, че тя вече е ръкоположена за монахиня.“